# Ajda Pekkan
Ajda Pekkan  (født 12. februar 1946, Istanbul) er en tyrkisk popsanger.

## Diskografi
- Ajda Pekkan (1968)
- Fecri Ebcioglu Sunar (1969)
- Ajda Pekkan Vol III (1972)
- Ajda (1975)
- La Fete A L’Olympia (1976)
- Süperstar (1977)
- Pour Lui (1978)
- Süperstar II (1979)
- Sen Mutlu Ol (1981)
- Sevdim Seni (1982)
- Süperstar III (1983)
- Ajda Pekkan – Beş Yıl Önce On Yıl Sonra (1984)
- Süperstar IV (1987)
- Ajda 1990 (1990)
- Seni Seçtim (1991)
- Ajda ’93 (1993)
- Ajda Pekkan (1996)
- The Best of Ajda (1998)
- Diva (2000)
- Cool Kadin (2006)